# Ranzo
Ranzo är en ort och kommun i provinsen Imperia i regionen Ligurien i Italien. Kommunen hade 545 invånare (2018).